# Tavo akys
A Tavo akys (magyarul: A szemeid) a litván Katarsis dala, mellyel Litvániát képviselték a 2025-ös Eurovíziós Dalfesztiválon Bázelben. A dal 2025. február 14-én, az Eurovizija.LT-n megszerzett győzelemmel érdemelte ki a dalversenyen való indulás jogát.

## Eurovíziós Dalfesztivál
2024. december 11-én vált hivatalossá, hogy az együttes dala bekerült az Eurovizija.LT nemzeti döntő mezőnyébe. A dal 2025. február 1-jén megnyerte a dalválasztó műsor negyedik elődöntőjét, így továbbjutottak a döntőbe, ahol az első körben a szakmai zsűri, valamint a nézői szavazatok alapján bejutottak a szuperdöntőbe. Itt a nézői szavazatoknak köszönhetően megnyerték a versenyt, és ez a dal képviselheti Litvániát az Eurovíziós Dalfesztiválon.
A dalt először a május 15-én rendezett második elődöntőben, fellépési sorrendben nyolcadikként adták elő, a Görögországot képviselő Klavdia Asteromáta című dala után és a Máltát képviselő Miriana Conte Serving című dala előtt. Az elődöntőből sikeresen továbbjutottak a május 17-i döntőbe, ahol fellépési sorrendben ötödikként léptek fel, az Izraelt képviselő Yuval Raphael New Day Will Rise című dala után és a Spanyolországot képviselő Melody Esa diva című dala előtt. A zsűri szavazáson huszadik helyen végeztek 34 ponttal, míg a nézői szavazáson tizenharmadik helyen végeztek 62 ponttal (Ukrajnától maximális pontot kaptak), így összesítésben 96 ponttal a verseny tizenhatodik helyezettjei lettek.

## Dalszöveg
| Tuščios kalbos tik didina ugnį Dega namai, jie pradeda griūti Iš akių ji didžiausią liūtį Visko pamatai, jau pradėjo pūti – A dal első versszaka | Az üres szavak csak szítják a tüzet A házak égnek, kezdenek összedőlni A szeméből a legnagyobb felhőszakadás Mindennek az alapja már elkezdett rothadni – A dal első versszaka magyarul |

## Galéria

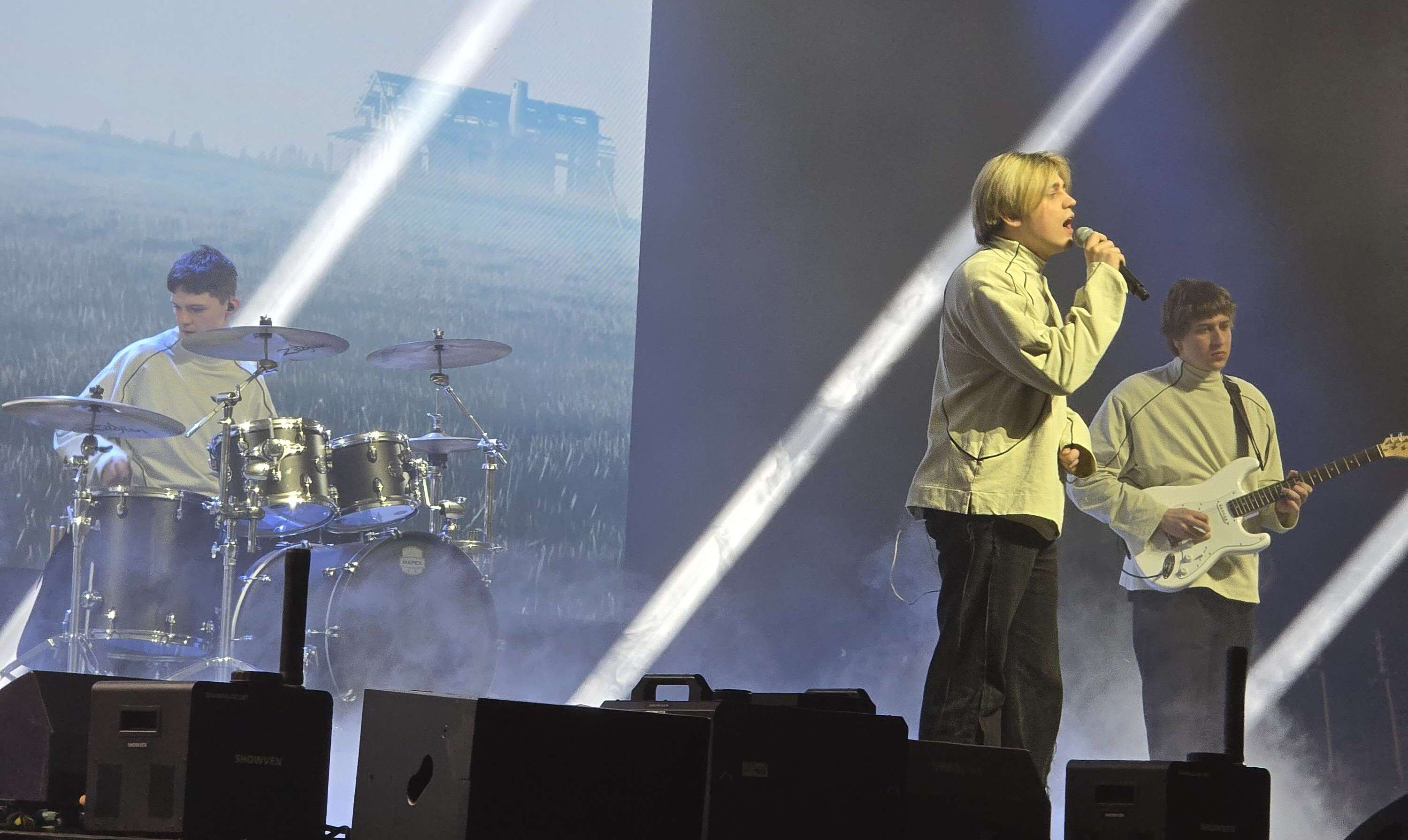
Az amszterdami Eurovíziós partin
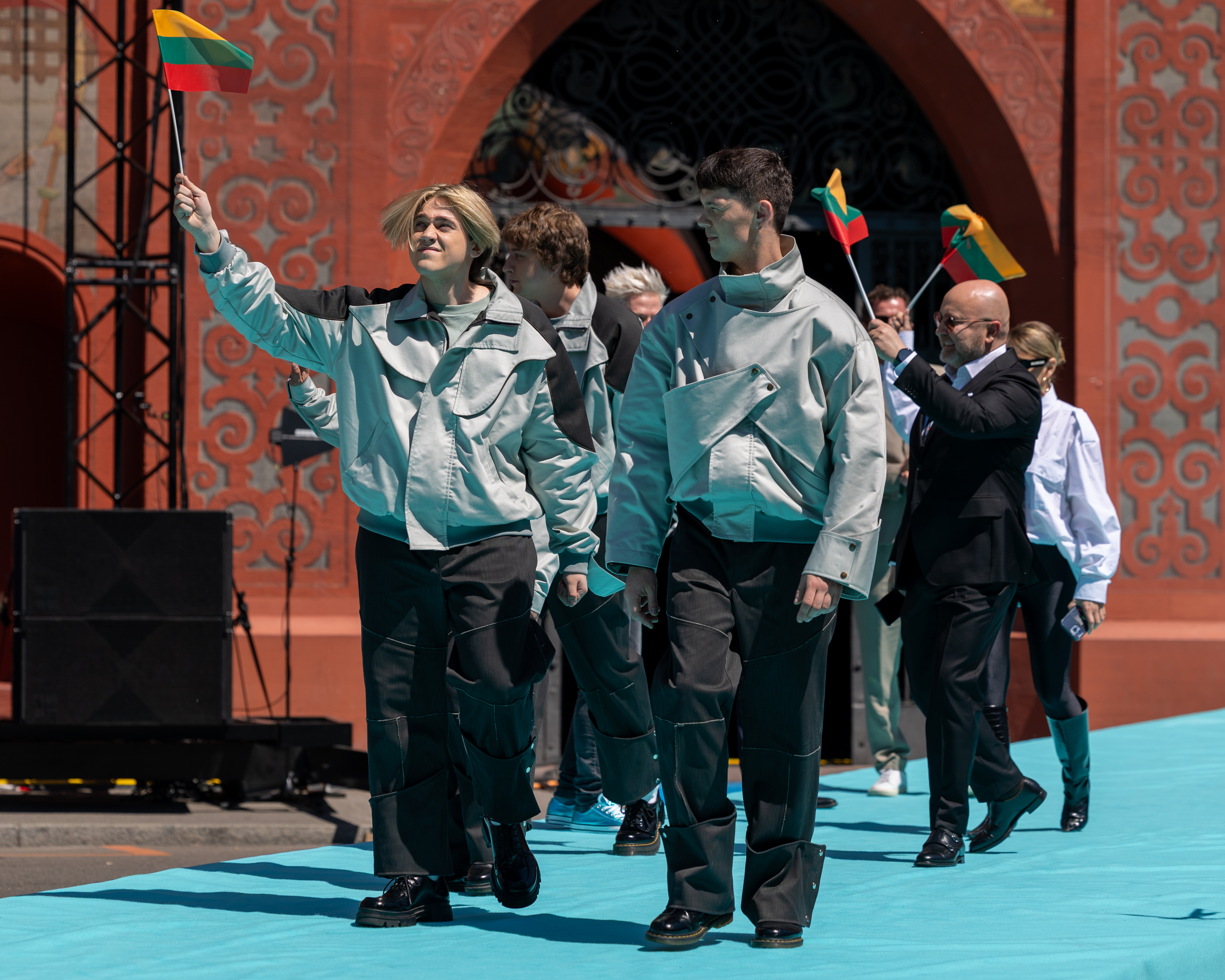
A megnyitóünnepségen
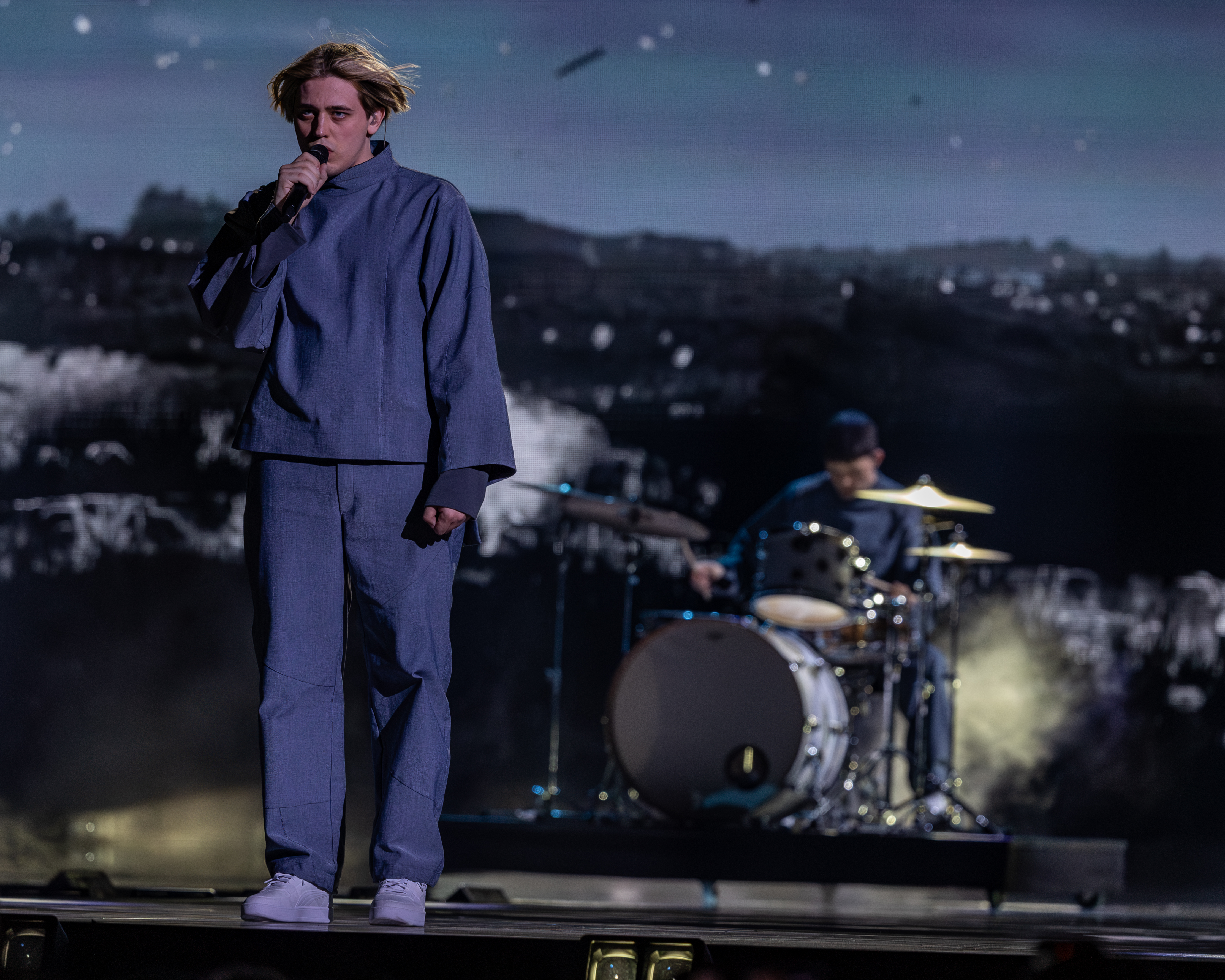
Az elődöntőben
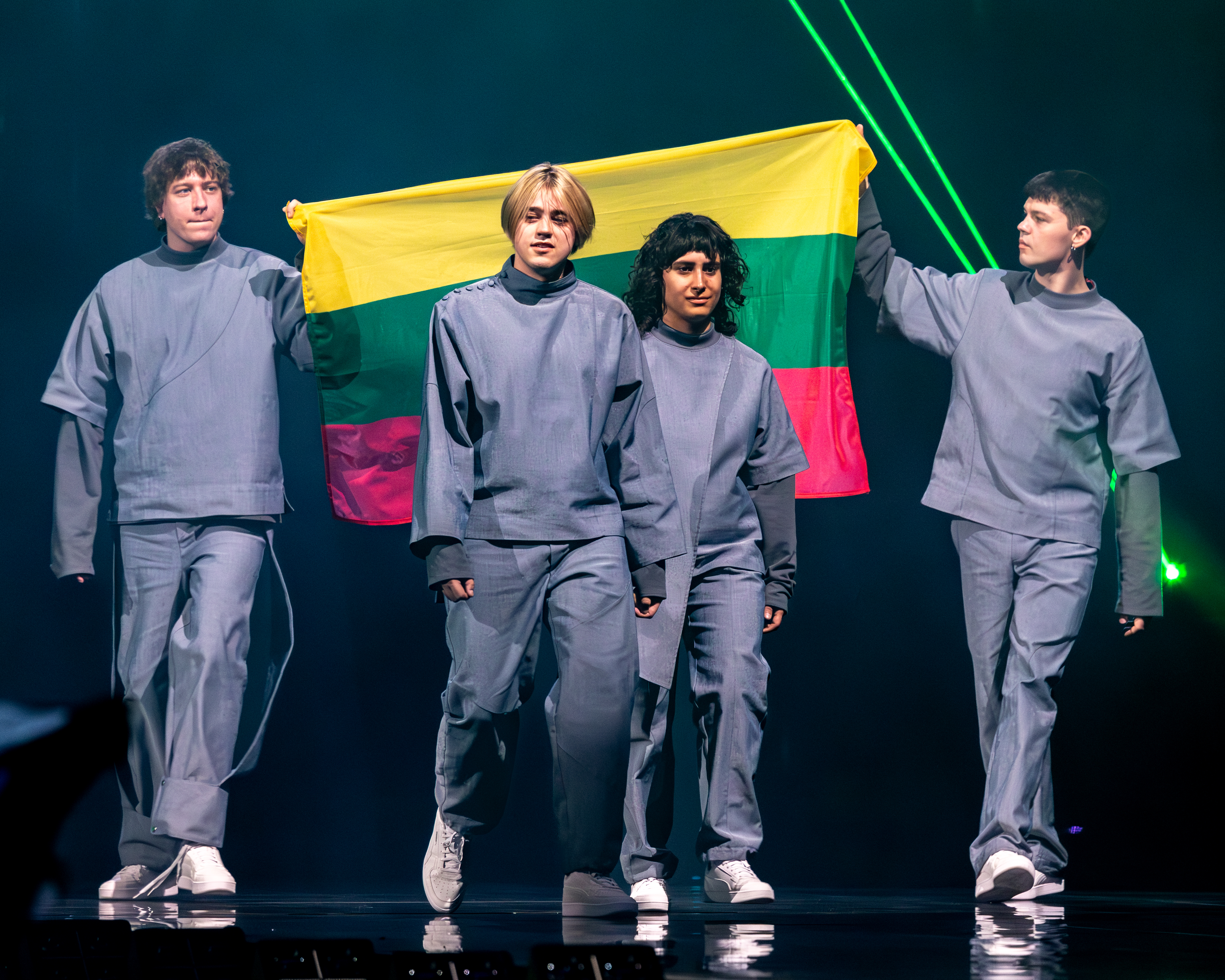
A döntő bevonulásán
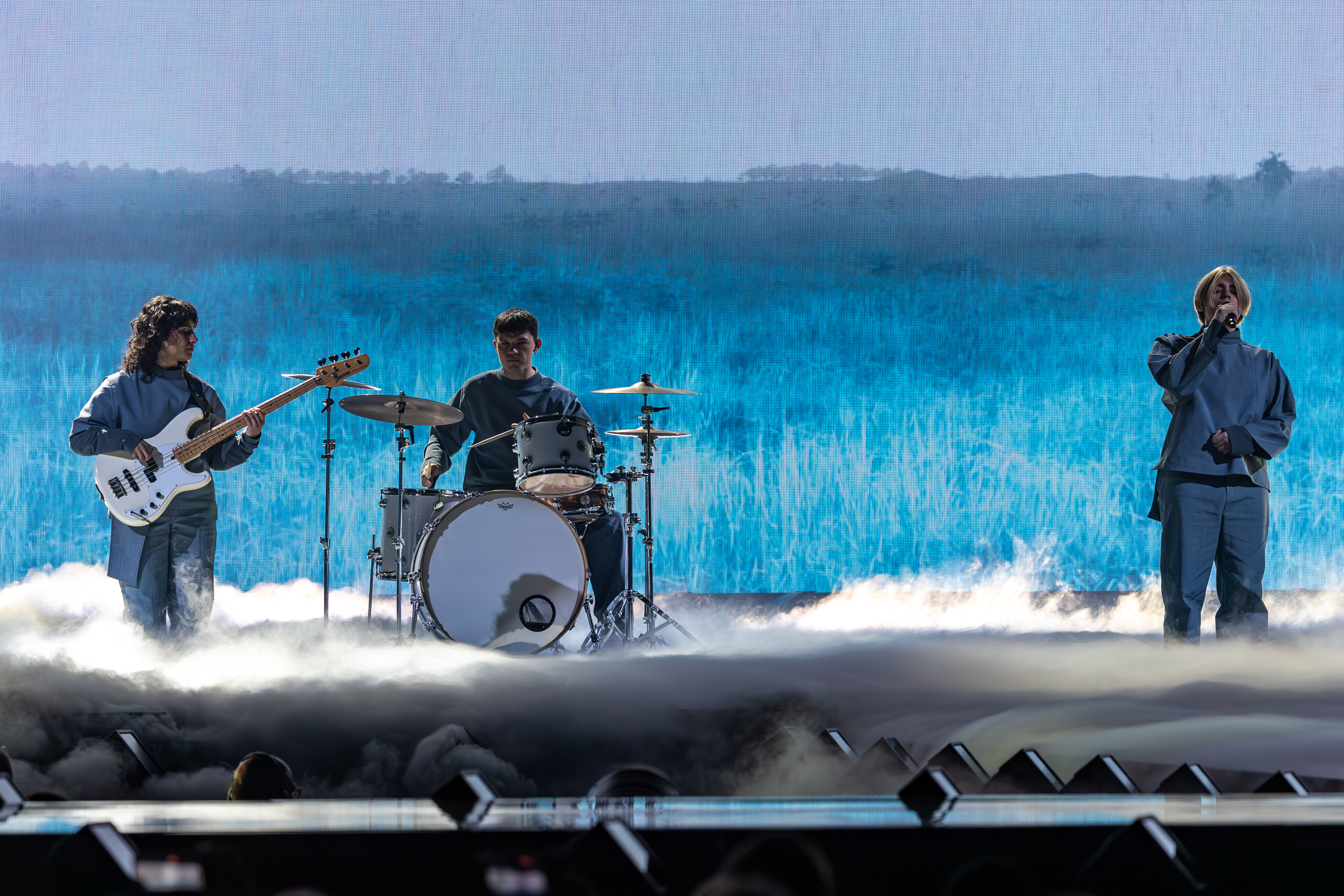
A döntőben